# Deyair Reyes
Deyair Reyes Contreras (Lima]], Perú, 4 de marzo de 1992) es un futbolista de nacionalidad peruana. Juega de centrocampista y su equipo actual es la Universidad de San Martin de Porres de la Segunda División del Perú.

## Trayectoria
Hizo las divisiones menores en el Sporting Cristal y fichó por el Sport Huancayo el 2010. Tras jugar el Torneo de Promoción y Reservas ese año, recibió una oferta para jugar en la MLS, pero no pudo obtener la visa. 
Debutó el 15 de agosto del 2010 y marcó su primer gol el 6 de marzo del 2011, ambos a la Universidad César Vallejo.
Luego de haber tenido un buen año con el Sport Huancayo, ficha por el Sporting Cristal a pedido de su entrenador también en Huancayo Roberto Mosquera, no se pudo consolidar en el equipo debido al buen momento de Carlos Lobatón y Renzo Sheput.
Jugó 3 años en el Juan Aurich de Chiclayo sin llegar a destacar, sin embargo, jugó la Copa Libertadores 2015.
A inicios del 2016 llega a Unión Comercio club en el cual duró solo 2 meses para luego irse a Los Caimanes para jugar la Segunda División del Perú.
En el 2017 ficha por el Aliaza Atlético, a inicios de abril fue diagnosticado con dengue debido a los fuertes desastres naturales y cambios climáticos que ocurrían en Sullana logrando jugar solo 7 partidos, luego ese mismo año ficha por Unión Huaral donde llega a jugar 14 encuentros.
En el 2018 ficha por Carlos Stein con el que jugaría la Copa Perú 2018 quedó en el 20 puesto en la etapa Etapa Nacional teniendo que jugar un Repechaje contra Deportivo Garcilaso en la ida sacaron una ventaja de 4-0, sin embargo en la vuelta se logró empatar el marcador tras perder 0-4 y ser eliminado por el orden posiciones en la tabla de la Etapa Nacional
En el 2019 ficha por Cienciano del Cusco club donde logró ser campeón de la Liga 2 2019.

## Clubes
| Club                                | País | Año       |
| ----------------------------------- | ---- | --------- |
| Sport Huancayo                      | Perú | 2010-2011 |
| Sporting Cristal                    | Perú | 2012      |
| Juan Aurich                         | Perú | 2013-2015 |
| Unión Comercio                      | Perú | 2016      |
| Los Caimanes                        | Perú | 2016-2017 |
| Alianza Atlético                    | Perú | 2017      |
| Unión Huaral                        | Perú | 2017      |
| Carlos Stein                        | Perú | 2018      |
| Cienciano                           | Perú | 2019-2020 |
| Juan Aurich                         | Perú | 2021      |
| Juan Pablo II College               | Perú | 2022-2023 |
| Universidad de San Martín de Porres | Perú | 2023-     |

## Palmarés

### Campeonatos nacionales
| Título                    | Club             | País | Año  |
| ------------------------- | ---------------- | ---- | ---- |
| Primera División del Perú | Sporting Cristal | Perú | 2012 |
| Torneo Apertura           | Juan Aurich      | Perú | 2014 |
| Liga 2                    | Cienciano        | Perú | 2019 |